# Natalie Geisenberger
Natalie Geisenberger (München, 5. veljače 1988.), njemačka je sanjkašica, dvostruka olimpijska, četverostruka svjetska i peterostruka europska prvakinja u pojedinačnoj i momčadskoj konkurenciji. Najuspješnija je sanjkašica Zimskih olimpijskih igara svih vremena te se ubraja među najbolje sanjkašice drugog desetljeća 21. stoljeća.
Sanjkanjem se počela baviti s deset godina u klubu RRT Miesbach. Nakon vrlo uspješne juniorske karijere tijekom koje je ostvarila 14 pobjeda u juniorskom Svjetskom kupu i triput osvaja juniorsko svjetsko prvenstvo, primljena je u njemačku seniorsku reprezentaciju. Svoj prvi seniorski nastup u Svjetskom kupu ostvarila je u njemačkom Altenbergu 20. siječnja 2007. te je osvojila drugo mjesto.
Svoje prvo europsko prvenstvo osvaja 2008., a godinu kasnije i svoj prvi svjetski naslov. Na olimpijskom prvonastupu u Vancouveru osvojila je brončano odličje u pojedinačnoj vožnji. U sve svoje prve četiri sezone u Svjetskom kupu (2008. – 2012.) zavšila je u na drugom mjestu u ukupnom poretku, odmah iza sunarodnjakinje Tatjane Hüfner. Sljedećih šest sezona zaredom osvaja Kristalni globus.
Ima 33 pobjede i 69 postolja u Svjetskom kupu. 
Za svoja postignuća odlikovana je 2010. godine Srebrnim lovorovim listom, najvišim njemačkim športskim odlikovanjem.

## Vanjske poveznice
- geisenberger.de Službene međumrežne stranice